# Compsobracon rufobalteatus
Compsobracon rufobalteatus är en stekelart som först beskrevs av Henry Lorenz Viereck 1913.  Compsobracon rufobalteatus ingår i släktet Compsobracon och familjen bracksteklar. Inga underarter finns listade i Catalogue of Life.